# Elisabeth Rygaard
Elisabeth Rygaard (født 1. september 1946, død 12. maj 2025) var en dansk filminstruktør, forfatter og foredragsholder.
Hun var uddannet cand.mag. og virkede siden 1974 som filminstruktør.
Elisabeth Rygaard støttede bl.a. græsrodsbevægelsen Bedsteforældre For Asyl.

## Filmografi
- Flemming og Kvik (1960)
- Historiebogen 8: Natten er dyster (1974)
- Ta' det som en mand, frue (1975)
- Er det løgn, hva jeg si'r? (1978)
- Jeg blir' så bange (1981)
- En fugl under mit hjerte (1981)
- Veras historie - en film om modstandskamp (1983)
- Bank under bordet (1983)
- Jeg vil ha' dig tilbage (1984)
- Gøgeungen (1984)
- Din daglige dosis (1986)
- Jobtilbud i nazismens Tyskland (1986)
- En hård dags nat (1987)
- Glashjertet (1988)
- Sangen om en tiger (1988)
- Blomstens ansigt (1989)
- Saksens Billeder (1990)
- Skovens Eventyr (1991)
- Marias Valg (1991)
- Barndommens landskaber (1992)
- Mellem bjergene og havet (1995)
- Himlen er vores grænse - kvinder i Pakistan (1996)
- Mine drømmes hus (1998)
- Omfavn mig måne (2002)

## Udgivelser
- Rygård, Elisabeth (1971). La solen danse! : digte. Eget Forlag. ISBN 87-7404-076-6.
- Rygård, Elisabeth (1977). Er I rigtig kloge? : en bog om kvinder og psykiatri. Mette Bauer (red.). Dragør: Tiderne Skifter.
- Rygård, Elisabeth (1988). Min dumme søde lillebror. Kbh.: Høst. ISBN 87-14-18817-1.
- Rygård, Elisabeth (1995). Skrøbelige rejser (1. udgave, 1. oplag udgave). Valby: Vindrose. ISBN 87-7456-519-2.
- Rygård, Elisabeth (2002). Omfavn mig måne : skitser fra en films univers (1. udgave). Århus: Klim. ISBN 87-7955-149-1.
- Rygård, Elisabeth (2004). Nye fællesskaber : historie, samfund og religion (1. udgave). Århus: Klim. ISBN 87-7955-285-4.
- Rygård, Elisabeth (2004). Nye fællesskaber : film, medier og billedforståelse (1. udgave). Århus: Klim. ISBN 87-7955-303-6.
- Brysch, Søs; Rygård, Elisabeth (2004). Den unikke guide (1. udgave). Århus: Klim. ISBN 87-7955-336-2.
- Rygård, Elisabeth (2012). Ti vilde heste : roman (1. udgave). Roskilde: Batzer & Co. ISBN 978-87-92439-30-7.

## Tillidshverv
- Medlem af SFCs bestyrelse i en årrække
- Medlem af Danske Filminstruktørers bestyrelse i en årrække
- Forkvinde for Danske Filminstruktører i en årrække